# The Possibility and the Promise
Albums de Amber Pacific
Fading Days Truth in Sincerity
The Possibility and the Promise est le premier album du groupe américain Amber Pacific.

## Pistes de l'album
| No  | Titre                                     | Durée |
| --- | ----------------------------------------- | ----- |
| 1.  | Everything We Were Has Become What We Are | 2:59  |
| 2.  | Poetically Pathetic                       | 3:22  |
| 3.  | Gone So Young                             | 3:25  |
| 4.  | Save Me from Me                           | 2:48  |
| 5.  | Postcards                                 | 3:11  |
| 6.  | For What It's Worth                       | 3:34  |
| 7.  | The Right to Write Me Off                 | 3:19  |
| 8.  | The Sky Could Fall Tonight                | 3:41  |
| 9.  | Falling Away                              | 3:01  |
| 10. | Always You (Good Times)                   | 4:09  |
| 11. | If I Fall                                 | 3:56  |
| 12. | Can't Hold Back                           | 3:34  |